# یون دومیترو
یون دومیترو (رومانیایی: Ion Dumitru؛ زادهٔ ۲ ژانویهٔ ۱۹۵۰) بازیکن سابق و مربی فوتبال اهل رومانی است.
از باشگاه‌هایی که در آن بازی کرده‌است می‌توان به باشگاه فوتبال راپید بخارست و باشگاه فوتبال استوا بخارست اشاره کرد.
وی همچنین در تیم‌های ملی فوتبال المپیک رومانی و رومانی بازی کرده‌است.